# Echinodorus bolivianus
 (août 2025).
Si vous disposez d'ouvrages ou d'articles de référence ou si vous connaissez des sites web de qualité traitant du thème abordé ici, merci de compléter l'article en donnant les références utiles à sa vérifiabilité et en les liant à la section « Notes et références ».
Espèce
L'Echinodorus bolivianus, ou Echinodorus nain de Bolivie, est une plante aquatique. Elle portait parfois le nom de Echinodorus austroamericanus.

## Origine
Cette espèce est présente dans de nombreux pays d'Amérique du Sud.

## Description
Cette plante atteint les 10 cm. Sa forme émergée atteint, quant à elle, 25 cm.

## Maintenance
Comme pour les autres membres du genre Echinodorus, les caractéristiques physico-chimiques ont peu d'importance. Par contre, cette espèce demande un éclairage plus intense. La température ira de 20 à 26 °C. Echinodorus bolivianus se distingue par une plus grande difficulté à être maintenue immergée. Elle sera réservée aux amateurs chevronnés.